# 艺术家的生涯
艺术家的生涯（德語：Künstlerleben），作品316，是奥地利作曲家小约翰·施特劳斯于1867年2月18日所创作的一首圆舞曲。这首圆舞曲是小约翰施特劳斯的一部经典之作，曾作为多部音乐风光片的背景音乐。1994年中国中央电视台在CCTV转维也纳新年音乐会中场休息时播放的《奥都风情》风光片时，就使用的该曲作为背景乐。

## 背景
这首圆舞曲创作于1867年，就在著名的圆舞曲《蓝色多瑙河》创作后不久。此时的奥地利，于普奥战争中数次失利，在克尼格雷茨战役等战役中战败，维也纳的百姓中充斥着沮丧情绪，许多年的庆祝活动和舞会都被取消。为活跃气氛，小约翰·施特劳斯创作了这首圆舞曲。
这首圆舞曲的首演就在《蓝色多瑙河》首演的三夜之后，同样获得了巨大成功。它被视为《蓝色多瑙河》的姐妹篇。

## 外部連結
- 《艺术家的生涯》：国际乐谱典藏计划上的乐谱